# 北大刀屻特別地區
北大刀屻特別地區（劃定於1979年12月19日）是一個位於香港新界東北部的林村郊野公園內北大刀屻一帶的特別地區，佔地32公頃。